# Zivilgesetzbuch (Lettland)
Das Zivilgesetzbuch der Republik Lettland (Latvijas Republikas Civillikums, CL) ist die Grundlage des lettischen Privatrechts. Es ist das größte lettische Gesetz, umfasst 2400 Artikel und wurde am 28. Januar 1937 verabschiedet. Es galt zunächst bis 1940 und wurde in den Jahren zwischen 1992 und 1993 wieder in Kraft gesetzt.

## Geschichte
Vor Inkrafttreten des Zivilgesetzbuches galt in Lettlands Ostteil Lettgallen der zehnte Band der zaristischen Reichsgesetze aus dem Jahr 1832, in Westlettland das ostseeprovinzielle Privatrecht von 1864. Die zweite Sammlung wurde zur Hauptquelle des Zivilgesetzbuches. Als weitere Quellen werden das Schweizer Zivilgesetzbuch und das deutsche Bürgerliche Gesetzbuch genannt. Aus dem deutschen Recht sind die Regeln zum Verlöbnis, dem Ehegüterrecht, der Erbfolge und der BGB-Gesellschaft übernommen worden. Die agrarrechtlichen Regeln wurden aus lokaler Praxis entwickelt (z. B. Hälftnervertrag). Aber auch aus dem zaristischen Gesetzbuch wurden Regeln übernommen, so zum Kauf auf Abzahlung. Auch wurde der lettgallische gesetzliche Güterstand der Gütertrennung als vertraglicher Güterstand in das lettische Gesetzbuch übernommen.